# NEAT-Aufsichtsdelegation
Die Neat-Aufsichtsdelegation der Eidgenössischen Räte (NAD) war eine aus je sechs Mitgliedern von Nationalrat und Ständerat zusammengesetzte Delegation der Bundesversammlung, welche über den Bau der Neuen Eisenbahn-Alpentransversale NEAT die Oberaufsicht ausübte. Die NAD prüfte die Einhaltung der Kosten und der Termine, aller Kredite und der
vom Bund bestellten Leistungen sowie der rechtlichen und organisatorischen Rahmenbedingungen.
Als gesetzliche Grundlage diente das Bundesgesetz vom 4. Oktober 1991 über den Bau der schweizerischen Eisenbahn-Alpentransversale (kurz: Alpentransit-Gesetz, AtraG; SR 742.104). Sie bestand aus 12 Mitgliedern. Mit der Gesetzesänderung vom 22. März 2019 (Inkrafttreten am 1. Dezember 2019) wurde die NAD aufgelöst, weil zu diesem Zeitpunkt die Umsetzung des NEAT-Projektes weitgehend abgeschlossen war.